# Нептун Сити (Њу Џерзи)
Нептун Сити (енгл. Neptune City) град је у америчкој савезној држави Њу Џерзи.

## Демографија
По попису из 2010. године број становника је 4.869, што је 349 (-6,7%) становника мање него 2000. године.
| Група             | 2000.         | 2010.         |
| Белци             | 4.212 (80,7%) | 3.571 (73,3%) |
| Афроамериканци    | 497 (9,5%)    | 517 (10,6%)   |
| Азијати           | 142 (2,7%)    | 217 (4,5%)    |
| Хиспаноамериканци | 277 (5,3%)    | 491 (10,1%)   |
| Укупно            | 5.218         | 4.869         |